# Plebania (zespół muzyczny)
Plebania – polski zespół grający muzykę będącą połączeniem punka, reggae i muzyki Indian. Zespół pochodzi z Helu i został założony w 1991. Muzycy pochodzą z połączonych sił zespołów Rosporek i Strefa Zagrożenia, które istniały do momentu powstania Plebanii.

## Skład
- Młody – śpiew, harmonijka ustna
- Cichy - gitara basowa, śpiew
- Iron - perkusja

- Byli członkowie:
- Punio – gitara basowa, śpiew (do 2013)
- Wiele wiatrów – perkusja, śpiew, gitara basowa (do 2010) i (od 2012 do 2019)
- Buba - inst.perk, didgeridoo, śpiew (od 1997 do 2003)
- Sylwo - gitara, śpiew ( do 1997)
- Martinez – gitara (od 2013 do 2017)
- Nizioł – perkusja (od 2015 do 2017)
- Piołun – gitara,śpiew (od 2017 do 2019)
- Kuroń – gitara basowa (od 2017 do 2019)

## Dyskografia
- Nie kopcie leżącego – 1993
- Nikt tu nie jest w porządku – 1994
- Khataringa – 1998
- Randalena – 2002
- Na północ – 2007